# صالحه مهرزاد
صالحه مهرزاد (زاده: ۱۳۳۷ ولسوالی چخانسور، ولایت نیمروز) سیاست‌مدار افغانستانی و نماینده مردم نیمروز در دوره پانزدهم مجلس نمایندگان افغانستان است.

## زندگی‌نامه
صالحه مهرزاد متولد ۱۳۳۷ از ولسوالی چخانسور ولایت نیمروز افغانستان است. وی فارغ‌التحصیل تا مقطع صنف چهاردهم است.

## دیگر فعالیت‌ها
- معلم و مدیر لیسه/دبیرستان نسوان.[۱]
- عضو گردهمایی‌های اضطراری و قانون اساسی.[۱]